# 七変人評論
『七変人評論
』（しちへんじんひょうろん）は、豫備門時代の正岡子規と友人ら合計7人が、自らを「七変人」と称し、互いの評論をまとめた冊子である。正確には『七変人評論 第一編』と冊子の表紙にある。冊子と「七変人」について記述する。

## 冊子
正岡子規とその親しい仲間、合計7人が集まって、互いの評論やいくつかの競技における評価を出し合ったのは、1886年（明治19年）1月29日、子規が冊子にまとめたのは翌日である 。7人は豫備門、後の、第一高等中学校、第一高等学校の生徒であった。
冊子には、附録として「七変人遊戯競」が記されている。

## 七変人
七変人を縦書きの原文に準じ長幼の順に示す。
```
關　甲子郎
　陸奥人

菊池謙二郎
　常陸人
井林　廣政　伊予人

正岡　常規
　同

秋山　真之
　同
神谷豊太郎　紀伊人
清水　則遠　伊予人
```

- 関、1864年（元治元年4月19日）、二戸出身[3]。田中舘愛橘の弟、後に田中舘甲子郎[4]。
- 菊池、1867年2月23日、水戸出身[5]。
- 井林、1867年生まれ。大洲出身。後、博政[6][7]。
- 正岡、1867年10月14日生まれ。松山出身。
- 秋山、1868年4月12日生まれ。松山出身、松山中学校を経て予備門に入学[8]。
- 神谷、1868年6月15日生まれ[9]。1885年（明治18年）、和歌山尋常中学校卒[10]。
- 清水、1868年生まれ。実家は子規の生家の筋向い[8]。

この後に各人の「評論」が続く。
「評論」の後の「七変人遊戯競」は、1人を行事として残る6人の「番付」を示したものである。各競技の最高位大関のみ示す。
```
短艇漕手　関　　井林
相撲　　　菊池　井林
腕押　　　井林　関
坐相撲　　井林　正岡
遠足　　　井林　関
弄球　　　菊池　秋山　以上評価二人撰
骨牌　　　秋山　正岡　五人投票
```

以下、正岡は子規の号を用いる前も含め、文献等に合わせ、原則として子規として示す。
1884年（明治17年）、子規が編集した『郷党人物月旦評論第一回』には秋山、『第二回』には清水の評が記されている。評は11月27日編集の10か月以上前とある。
同年春、清水上京。
同年9月、子規と菊池、共立学校の同級から2人だけ、予備門に合格入学、互いに親しくなる。1892年4月12日、子規は高浜虚子宛に菊池が東京で得た友達で最も交際が古い旨記す。
1885年（明治18年）3月頃、神田猿楽町板垣方の子規、井林、清水の下宿に菊池が加わる。
井林は共立学校寄宿舎で同宿、神谷は中学の1年後輩で、南方熊楠と親しく、南方熊楠顕彰館が1886年（明治19年）の熊楠渡米の送別会前の3人を含む集合写真を示している。
神谷を介し、さほど親しくはないが、子規を知った熊楠は、神谷が子規・秋山等と七人組とか称し毎夜寄席に通っていたと言ったとされる。
夏、子規の帰省中、清水、井林、菊池が箱根へ脚気等の療養に行く。8月2日、子規が清水宛書簡で、松山の鯛料理を絶賛、「殊に菊池兄に至てハ此天地に生を受ケ」て以来その味を知らず、「之を食はしめは一嘗三嘆のみならざるべし」と、菊池を一嘗三嘆のだしにし、清水の両親の来訪を記す。
9月、子規、菊池、落第。菊池は若宮町松村任三方へ移る。
同9月頃、夜11時頃、子規、清水、小倉、猿楽町の下宿を訪れた秋山と共に神奈川まで歩く。

## その後
明治19年4月14日午後1時40分頃、清水則遠、脚気により死去、当時、清水、井林、子規は同宿。翌日の葬儀の喪主は子規、残る「七変人」も全員参列。29日、予備門が第一高等中学校に改編改称。5月21日からの入校試験を経て、秋山が海軍兵学校へ移る。6月23日、秋山の子規宛返信、棒ハ菊池ニ託セリ。後、菊池と度々会った事をほぼ忘れていた柳原極堂は、清水の死後、秋山が子規の所へ転居、寄席に通っていたとも記すが、自ら引用した菊池の書簡や、秋山の転向までの期間、菊池の記述と矛盾する。
1887年（明治20年）1月末、井林は予科第三級、他は第二級。
6月6日、高等中学校寄宿舎の子規が、中根から台町西本方に転宅した関に、代数の資料の借用を頼む葉書を送る。関は返信で借金の依頼をしたらしく子規が次の書簡と2円を送る。
1888年（明治21年）4月末、子規、菊池、賄征伐に参加、菊池は停学退寮処分となる。
1889年（明治22年）1月末までに、井林、水産伝習所入学のため退学、翌年2月末卒。4月5日、子規が同郷の後輩1人と共に、東京から水戸の菊池の実家まで大部分徒歩で旅をするが、菊池とはすれ違いになる。夏頃、関退学。菊池は夏目漱石とも親しく子規と漱石間の書簡で時々言及される。
子規の「交際」に友人19人を記す。記載順に番号を振り、原文にある尊称と名の最初文字は略し、苗字を示す。
- 7 厳友 菊池　12 温友 神谷　13 剛友 秋山　16 亡友 清水

子規は「七変人の離散」と題し、関の退学と消息不明、井林の退学、秋山の転向、清水の死去、学生として一所にある者は、菊池、神谷と自分の3人のみ等と記す。
1890年（明治23年）9月、子規、菊池、神谷、東京帝国大学へ進学。後に、子規は文科大学哲学科から国文科へ、菊池は法科大学から文科大学国史科へ転科する。神谷は理科大学へ進学。
1892年（明治25年）12月29日、秋山が子規宅に一泊、翌日、共に清水の墓に詣でる。
1895年（明治28年）1月、子規が、北海道の井林宛に、関は不確かながら日本中学校の教員との伝聞、菊池は文学士で山口の高等中学校教授、神谷は理学士で大学院、真之は筑紫艦に乗込とは聞くが消息なし、清水は依然谷中の旧墓地に眠り香華を供する者も無しとする書簡を書く。
1896年（明治29年）6月、子規、七変人の中今東京にある者は余一人のみ。
12月26日、田中舘（関）甲子郎、北海道苫前郵便局で兄愛橘からの荷物を受取った後、消息を絶つ。
1897年（明治30年）1月20日、子規『田中舘甲子郎を悼む』。
1901年（明治34年、光緒27年）5月、菊池と秋山、上海の東和ホテルで再会、菊池の記憶では翌年。
1902年（明治35年）9月19日、正岡子規死去。
井林博政（広政）は、中村不折とも親しく、ホトトギスの表紙絵を描いた事もあるとされる。